# Ben Jipcho
Benjamin Wabura Jipcho, detto Ben (Mount Elgon, 1º marzo 1943 – Eldoret, 24 luglio 2020), è stato un mezzofondista e siepista keniota.
Ai Giochi olimpici di Monaco di Baviera 1972 vinse la medaglia d'argento nei 3000 metri siepi, specialità di cui è stato anche primatista mondiale dal 1973 al 1975. Vinse inoltre la medaglia d'oro nei 3000 m siepi e nei 5000 m sia ai Giochi panafricani del 1973 che ai Giochi del Commonwealth del 1974.

## Biografia
Si mise in evidenza alle Olimpiadi di Città del Messico 1968, quando gareggiò nella finale dei 1500 m imponendo alla gara un ritmo  elevatissimo che favorì la vittoria del suo connazionale Kipchoge Keino sullo statunitense Jim Ryun.
Nel 1970 conquistò la medaglia d'argento nei 3000 metri siepi ai Giochi del Commonwealth precedendo il campione olimpico Amos Biwott. Due anni dopo si ripeté nella stessa distanza conquistando la medaglia d'argento olimpica a Monaco di Baviera 1972 alle spalle di Keino.
Nel 1973 arrivarono le prime vittorie internazionali: fu infatti primo nei 3000 m siepi e nei 5000 m ai Giochi panafricani svoltisi a Lagos. Nello stesso anno il 19 giugno stabilì il record mondiale sui 3000 m siepi col tempo di  8'19"8, superando di un secondo il precedente primato dello svedese Anders Gärderud; otto giorni dopo si migliorò ulteriormente di quasi sei secondi, portando il record a 8'13"91. Lo stesso Gärderud si sarebbe reimpossessato del primato mondiale due anni dopo.
Nel 1974 vinse i 3000 m siepi e i 5000 m ai Giochi del Commonwealth: sui 3000 m siepi si impose nettamente, con quattro secondi di margine sul secondo classificato, mentre sui 5000 m la vittoria arrivò al foto-finish per 3 centesimi di secondo sul britannico Brendan Foster. Il tempo (13'14"03) fu la miglior prestazione mondiale stagionale, appena un secondo inferiore al record del mondo appartenente al belga Emiel Puttemans. Nella stessa manifestazione Jipcho giunse inoltre terzo sui 1500 m nella gara in cui il tanzaniano Filbert Bayi stabilì il record mondiale della distanza.

## Palmarès
| Anno | Manifestazione          | Sede         | Evento       | Risultato | Prestazione | Note |
| ---- | ----------------------- | ------------ | ------------ | --------- | ----------- | ---- |
| 1970 | Giochi del Commonwealth | Edimburgo    | 3000 m siepi | Argento   | 8'29"6      |      |
| 1972 | Giochi olimpici         | Monaco       | 3000 m siepi | Argento   | 8'24"6      |      |
| 1973 | Giochi panafricani      | Lagos        | 5000 m piani | Oro       | 14'07"21    |      |
| 1973 | Giochi panafricani      | Lagos        | 3000 m siepi | Oro       | 8'20"74     |      |
| 1974 | Giochi del Commonwealth | Christchurch | 5000 m piani | Oro       | 13'14"03    |      |
| 1974 | Giochi del Commonwealth | Christchurch | 3000 m siepi | Oro       | 8'20"67     |      |
| 1974 | Giochi del Commonwealth | Christchurch | 1500 m piani | Bronzo    | 3'33"16     |      |